# Sharon Walsh
Sharon Walsh-Arnold (San Francisco, 24 de fevereiro de 1952), Walsh, como solteira, ou Walsh-Pete, no primeiro casamento, é uma ex-tenista profissional estadunidense.

## Major finais

### Grand Slam finais

#### Duplas: 1 (1 vice)
| Resultado | Ano  | Campeonato | Piso | Parceira       | Oponentes               | Placar   |
| --------- | ---- | ---------- | ---- | -------------- | ----------------------- | -------- |
| Vice      | 1982 | US Open    | Duro | Barbara Potter | Kathy Jordan Anne Smith | 6–4, 6–4 |

### WTA finals

#### Duplas: 1 final (1 vice)
| Resultado | Ano  | Campeonato    | Piso        | Parceira       | Oponentes                       | Placar        |
| --------- | ---- | ------------- | ----------- | -------------- | ------------------------------- | ------------- |
| Vice      | 1981 | New York City | Carpete (I) | Barbara Potter | Martina Navrátilová Pam Shriver | 6–0, 7–6(8–6) |